# Воденци
Воденци (болг. Воденци) — село в Болгарии. Находится в Хасковской области, входит в общину Стамболово. Население составляет 86 человек.

## Политическая ситуация
В местном кметстве Воденци, в состав которого входит Воденци, должность кмета (старосты) исполняет Мелиха Хасан Юсуф (Движение за права и свободы (ДПС)) по результатам выборов.
Кмет (мэр) общины Стамболово — Гюнер Фариз Сербест (Движение за права и свободы (ДПС)) по результатам выборов.